# Шон Карр
Шон Карр (англ. Sean Carr; 10 серпня 1968 — 8 січня 2018, Прага, Чехія) — англійський рок-музикант, лідер британського гурту «Death Valley Screamers». Колишній чоловік Євгенії Тимошенко, колишній зять Юлії Тимошенко.

## Музична кар'єра
Шон Карр працював в напрямку рок-н-рол. Разом з другом Полом 1986 року створив гурт «Paris In The Fall», який проіснував чотири роки.
Пізніше став співати з гуртом «Jellyfish Kiss», але їхня співпраця тривала недовго.
Перебуваючи у Франції разом з французькими музикантами створив гурт «F.T.W».
Мешкаючи в Україні, в січні 2005 року зібрав гурт DVS («Death Valley Screamers», в перекладі з англійської — «волаючі з Долини Смерті»), до складу якого входили двоє британців і троє українських музикантів (екс-учасники гурту «Lazy Town»). Гурт брав участь у різних фестивалях (зокрема байкерських). На парламентських виборах гурт брав участь у заходах на підтримку Блоку Юлії Тимошенко. DVS записав спільний альбом із українським гуртом Борщ.

## Телебачення
- 2014 — Нові російські сенсації — «Зять Тимошенко: Юля, гуд бай!»